# Quinta Vigia

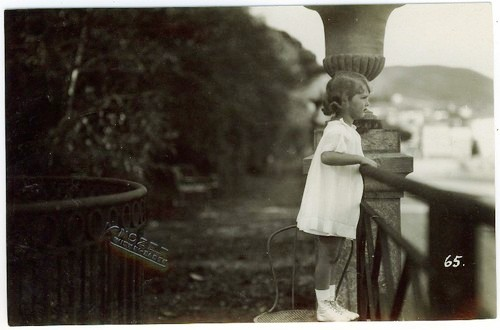
A Princesa Charlotte de Habsburg no mirante da Quinta Vigia - 1922

A Quinta Vigia , também conhecida como Quinta das Angústias e Quinta Lambert, é uma quinta localizada na cidade do Funchal, na ilha da Madeira, que funciona como residência oficial do presidente do governo da Região Autónoma da Madeira, território português.

## História
O nome original desta quinta era Quinta das Angústias, em virtude de possuir uma capela datada do século XVII que invocava Nossa Senhora das Angústias. A quinta foi renomeada "Quinta Vigia" em 1982, depois de já ter desaparecido a Quinta Vigia original, situada nas proximidades e em cujo terreno se construiu o actual Hotel Pestana Casino Park.
Por esta quinta passaram várias personalidades ilustres, entre as quais se encontram Maximiliano, duque de Leuchtenberg (genro do czar Nicolau I), que ali se instalou em 1849 numa tentativa de tratar a sua doença. A 28 de Agosto de 1852 a imperatriz Amélia, viúva de Pedro I do Brasil IV de Portuga, tomou residência na quinta procurando a cura da tuberculose da sua filha, a princesa Maria Amélia (na época era atribuídas propriedades curativas aos ares da Madeira). O esforço de D. Amélia revelou-se em vão, pois a jovem princesa viria a falecer em Fevereiro de 1853.
Pouco tempo depois o Conde Alexandre Carlos Lambert, antigo ajudante de campo da imperatriz da Rússia, adquiriu a quinta, tendo alterado o nome desta para Quinta Lambert. A quinta regressou ao seu antigo nome de Quinta das Angústias quando foi adquirida pelo madeirense João Paulo de Freitas em 1903.
Em 1979, quando o regime autonómico já tinha sido implantado na Madeira, a quinta foi comprada pelo Governo Regional. Durante algum tempo as suas instalações foram usadas para abrigar o Conservatório de Música da Madeira, até que este foi transferido para o antigo Hotel Nova Avenida em 1981. Depois de obras nos seus jardins, na capela e no palácio, a quinta foi inaugurada como residência oficial do Presidente do Governo a 2 de Maio de 1984.
Os jardins da quinta encontram-se abertos ao público, sendo principalmente visitados por turistas estrangeiros. A quinta proporciona igualmente uma bela perspectiva sobre a baía do Funchal.